# Bájkajávrásj
Bájkajávrásj (äldre stavning Paikajauratj) är en sjö i Jokkmokks kommun i Lappland och ingår i Luleälvens huvudavrinningsområde.